# Adayga-moskee
De Adayga-moskee, ook wel bekend als de Aw Musse-moskee of de Haji Musse-moskee, is een kleine moskee in de historische wijk Hamar Weyne in Mogadishu.
De moskee is te vinden in de kleine oude steegjes van Hamar Weyne en kan gemakkelijk over het hoofd worden gezien, omdat het te midden van huizen staat. Maria Rosario La Lomia bracht de hypothese naar voren dat de moskee gebouwd zou kunnen zijn in de 13e eeuw vanwege de overeenkomsten tussen de minaret van de Adayga en de minaret van Jama'a Xamar Weyne.
De naam van de moskee komt van het feit dat je een Salvadora persica-boom zou vinden waarvan de twijgen gewoonlijk als tandenborstel worden gebruikt, vandaar de naam Adayga, wat in het Somalisch witmaker of tandenborstel betekent.
De moskee is onlangs opnieuw opgebouwd en heeft een aantal van zijn kenmerken verloren.